# Inga Lindskog
Karin Ingeborg "Inga" Lindskog, under en period Zimmerman, ogift Arwin, född 25 september 1897 i Hedvig Eleonora församling i Stockholm, död 14 september 1989 i Oscars församling i Stockholm, var en svensk författare, ibland verksam under namnet Inga Arwin-Lindskog. Hon var morfars mor till journalisten Malin Arwin Härenstam.
Inga Lindskog kom som spädbarn med sina föräldrar till Danderyd. Hennes far var ingenjören Hjalmar Arwin och modern Carin tillhörde ätten Rudebeck. Inga Lindskog gav ut flera böcker om Karlskrona och sjukhuset där samt en släktskildring om familjen Fürst.
Hon var gift med löjtnanten Olof Gabriel Fredrik Zimmerman (1890–1963), son till handlanden Johan Fredrik Zimmerman och Anna Maria Fredrika Johansson, innan hon 1928 gifte sig med Algot Lindskog (1889–1947), marinläkare av första graden och sjukhusläkare vid Flottans sjukhus i Karlskrona. Han var bror till tidningsmannen Oscar Lindskog och son till hovlakejen och vaktmästaren Olov Lindskog och Anna Charlotta Söderlund.
Inga Lindskog är begravd på Galärvarvskyrkogården i Stockholm.